# Octolepis dioica
Octolepis dioica är en tibastväxtart som beskrevs av René Paul Raymond Capuron. Octolepis dioica ingår i släktet Octolepis och familjen tibastväxter. Inga underarter finns listade i Catalogue of Life.